# Jon Henrik Fjällgren
Jon Henrik Mario Fjällgren, (oprindeligt Montoya, født 26. april 1987 i Cali i Colombia,) er en svensk-samisk sanger og joiker. Fjällgren er til hverdag renholder i Mittådalens sameby i Härjedalen. Sine første måneder af livet tilbragte han i en indiansk by og kom senere på børnehjem i Colombia, derfra kom han til Funäsdalen, hvor han voksede op hos en samisk familie.
Sin første koncert gennemførte han som 14-årig i Funäsdalens kyrka med kong Carl XVI Gustav og Dronning Silvia som tilhører. Derefter begyndte han sin karriere som artist og han lavede sin første udgivelse som 16-åring, som hedder ”Onne vielle”.
19. maj 2014 udgav han sit debutalbum Goeksegh og han vandt Talang Sverige 2014.
Fjällgren deltog i Melodifestivalen 2015 med sangen Jag är fri (Manne leam frijje). Sangen konkurrerede i tredje runde, hvor den gik direkte i finalen. Jon Henrik Fjällgren kom på 2. pladsen efter Måns Zelmerlöw.

## Diskografi
- 2005 - Onne vielle
- 2014 - Goeksegh
- 2015 - Goeksegh - Jag är fri